# Leucadendron nitidum
Leucadendron nitidum är en tvåhjärtbladig växtart som beskrevs av Buek och Meissn.. Leucadendron nitidum ingår i släktet Leucadendron och familjen Proteaceae. Inga underarter finns listade i Catalogue of Life.